# 3404 Хіндерер
3404 Хіндерер (3404 Hinderer) — астероїд головного поясу, відкритий 4 лютого 1934 року.
Тіссеранів параметр щодо Юпітера — 3,348.